# 585 هـ
585 هـ هي سنة في التقويم الهجري امتدت مقابلةً في التقويم الميلادي بين سنتي 1189 و1190.

## أحداث
- بداية الحملة الصليبية الثالثة (1189-1192)، وتعرف أيضا باسم حملة الملوك، هي محاولة من قبل القادة الأوروبيين لاستعادة الأراضي المقدسة من صلاح الدين الأيوبي. كانت الحملة ناجحة إلى حد كبير، واحتلت فيها مدنا هامة مثل عكا ويافا، مسببة في ضياع مكاسب فتوحات صلاح الدين الأيوبي، لكن فشلت القوات الصليبية في احتلال بيت المقدس، المسبب الرئيسي للحملات الصليبية.

## مواليد
- أبو عبد الله الشاطبي

## وفيات
- ابن أبي عصرون

- ضياء الدين الهكاري